# Listriella smithi
Listriella smithi is een vlokreeftensoort uit de familie van de Liljeborgiidae. De wetenschappelijke naam van de soort is voor het eerst geldig gepubliceerd in 1985 door Lazo-Wasem.